# エリス・ガベル
エリス・ガベル（Elyes Gabel [EL-ee-as Ga-BELL], 1983年5月8日 - ）は、イギリス出身の俳優、ミュージシャンである。名のElyesは旧約聖書に登場する預言者エリヤに由来する。日本ではエリスと表記・発音されるが、発音記号で示されているように正しくは、エリアスである。

## 来歴

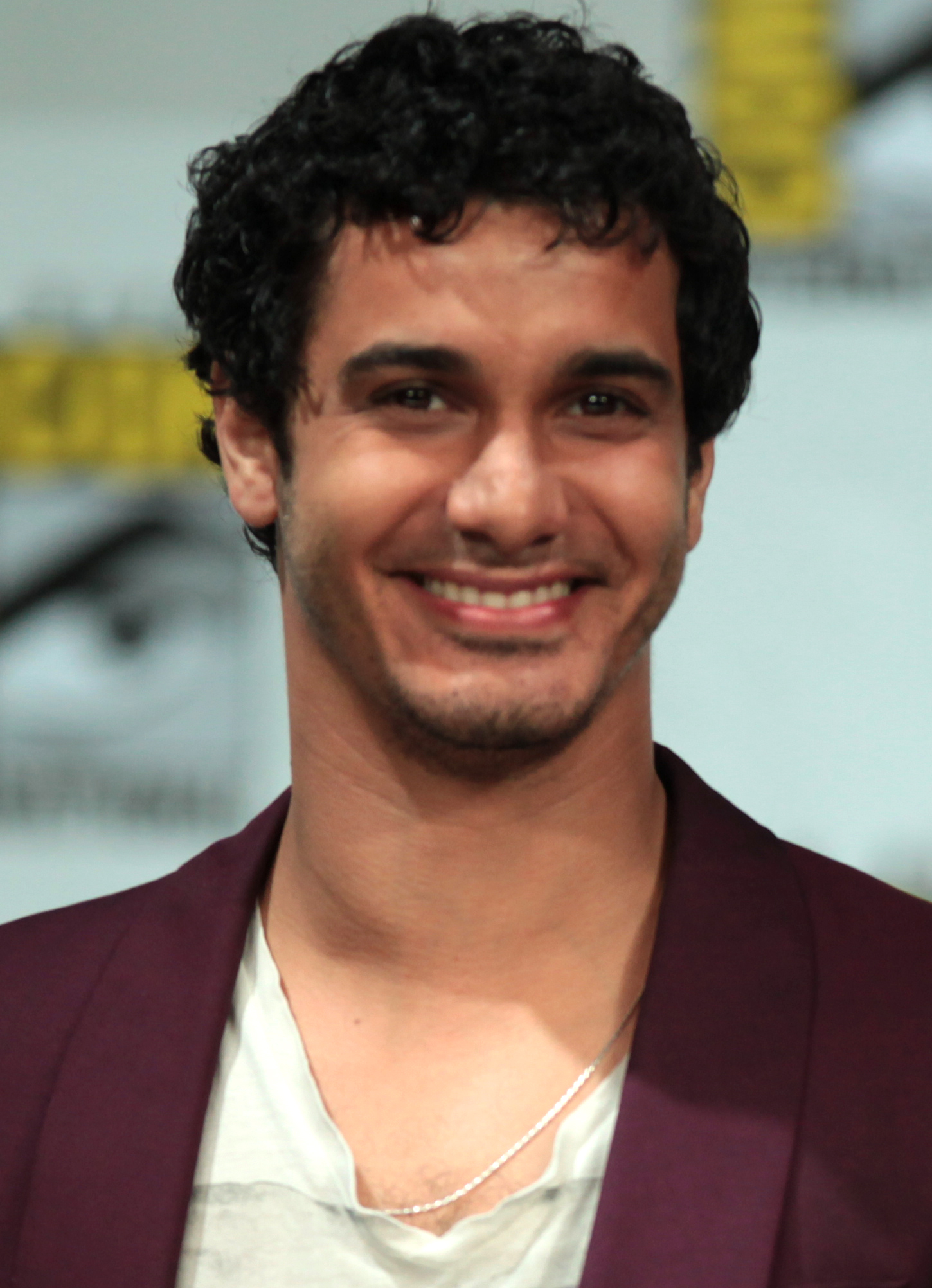
2014年

イングランド、アルジェリア、フランス、スペイン、オランダ、アングロ・インディアン (Anglo-Indian)、アイルランド、ポルトガルの血を引く。

## 私生活
2014年8月18日に、ドラマ「SCORPION/スコーピオン」の共演者であるキャサリン・マクフィーとの熱愛が報じられた。
2016年7月25日（現地時間）、キャサリン・マクフィーとの破局が明らかになった。 破局後の一時期は、くっついたり離れたり (On-again, off-again relationship) の関係であった。

## 主な出演作品

### 映画
| 年   | 日本語題 原題                                         | 役名                       | 備考       |
| ---- | ----------------------------------------------------- | -------------------------- | ---------- |
| 2008 | ブギーマン3 Boogeyman 3                               | ベン                       | ビデオ映画 |
| 2011 | PATRIOT パトリオット Kingdom of Dust                  |                            |            |
| 2013 | ビトレイヤー Welcome to the Punch                     | ルアン・スターンウッド     |            |
| 2013 | ワールド・ウォーZ World War Z                         | アンドリュー・ファスバック |            |
| 2014 | インターステラー Interstellar                         | 管理者                     |            |
| 2014 | アメリカン・ドリーマー 理想の代償 A Most Violent Year | ジュリアン                 |            |
| 2015 | SPOOKS スプークス/MI-5 Spooks: The Greater Good       | アデム・カシム             |            |

### テレビシリーズ
| 年        | 日本語題 原題                                   | 役名                     | 備考                       |
| --------- | ----------------------------------------------- | ------------------------ | -------------------------- |
| 2010      | IDクライム Identity                             |                          | 計6話出演                  |
| 2011      | ボルジア家 愛と欲望の教皇一族                   | Prince Djem              | 第1シーズン第3話「異教徒」 |
| 2011-2012 | ゲーム・オブ・スローンズ Game of Thrones        | ラカーロ                 | 計7話出演                  |
| 2013      | ボディ・オブ・プルーフ 死体の証言 Body of Proof | アダム・ルーカス刑事     | 計13話出演                 |
| 2014-2018 | SCORPION/スコーピオン Scorpion                  | ウォルター・オブライエン | 主演                       |